# Trogleubelum tenebrarum
Trogleubelum tenebrarum is een pissebed uit de familie Eubelidae. De wetenschappelijke naam van de soort is voor het eerst geldig gepubliceerd in 1920 door Willard Gibbs Van Name.